# Talibon (Schwert)
Das Talibon ist ein philippinisches Schwert.

## Geschichte
Das Talibon wurde von christianisierten Bewohnern der Philippinen nach der Kolonialisierung durch die Europäer im 16. Jahrhundert als Stichwaffe entwickelt.

## Beschreibung
Das Talibon hat eine einschneidige Klinge, die am Griff ebenso breit wie der Griff selbst ist. Die Klinge wird zur Spitze hin bauchig und läuft zu einer langen Spitze aus. Die Klinge hat keinen Mittelgrat, aber einen leichten Hohlschliff unterhalb des Klingenrückens. Der Klingenrücken ist leicht nach unten gebogen. Die Klingenlänge beträgt etwa 46 cm, etwa 4 cm dick, und hat eine Gesamtlänge von etwa 51 cm. Der Ort (Spitze) ist sehr lang ausgeführt. Der Griff ist aus Horn oder aus Holz und hat kein Parier. Der Knauf ist am Ende spitz und hat hölzerne Haken auf der rechten und linken Seite. Griff und Knauf sind aus einem Stück geschnitzt. Die Scheiden werden aus Leder gefertigt und sind am Ende spitz umgebogen. Der Griff und die Scheide sind meist mit traditionellen Mustern verziert.